# حملة محمد علي باشا في الشام
حملة محمد علي باشا في الشام هي سلسلة معارك قام بها محمد علي باشا في الشام ضد الدولة العثمانية، وكان لها أثر كبير حيث زعزعت أركان السلطنة وبالذات حين وصل جيش إبراهيم باشا إلى كوتاهية غرب الأناضول في طريقه إلى إسطنبول وهدد عرش الخليفة العثماني قبل أن تتدخل روسيا سياسيًا وتحشد عسكريًا لوقف تقدمه.
كانت حجة محمد علي باشا لشن هذه الحملة هي تأديب عبد الله باشا والي عكا الذي كان قد رفض إمداد محمد علي بالموارد اللازمة لبناء أسطوله، كما آوى عنده مصريين فروا من الخدمة العسكرية ودفع الضرائب.